# Boulikessi
Boulikessi, auch Boulékéssi, ist eine Gemeinde (französisch commune rurale) in Burkina Faso. Sie liegt im Departement Aribinda in der Provinz Soum. Diese wiederum gehört zur Region Sahel.
Der Ort erlangte im Jahre 2014 kurzzeitig internationale Bekanntheit, da sich in seiner Nähe, allerdings auf malischer Seite, ein Flugunglück ereignete.